# Dick Pope
Dick Pope (Bromley, Kent, 1947 – 2024. október 22. vagy előtte) angol operatőr.

## Életrajz
Dick Pope sokat dolgozott afrikai dokumentumfilmekben kameramanként. 1986-ban a Coming Up Roses című film operatőre lett. 1991-ben Mike Leighvel dolgozott együtt Az élet oly édes című filmben. Még ugyanebben az évben A bőr tükre (The Reflecting Skin) c. film operatőre lett. Ezután visszatért az afrikai témához az 1992-es The Air Up There forgatásánál. 1995-ben egy tévés produkcióban dolgozott, A nagy Kadinsky-ben (The Great Kadinsky), majd 1996-ban a Titkok és hazugságok (Secrets and Lies) című nagy sikert arató drámában. 1999-ben ismét Mike Leigh-vel dolgozott együtt a Tingli-tangli (Topsy-Turvy) című filmben. 2001-ben pedig a Kavalkád az élet (Thirteen Conversations About One Thing) filmben töltötte be a már megszokott szerepet. Utoljára a Vera Drake stábjában dolgozott.

## Filmográfia
- Happy-Go-Lucky (2008)
- A mágus (2006)
- Vera Drake (2004)
- Kavalkád az élet (Thirteen Conversations About One Thing) (2002)
- Minden vagy semmi (All or Nothing) (2002)
- Nicholas Nickleby (2002)
- Hullahegyek, fenegyerek (The Way of the Gun) (2000)
- Tingli-Tangli (Topsy-Turvy) (1999)
- Swept From the Sea (1998)
- Nothing Personal (1997)
- Két angol lány (Career Girls) (1997)
- Titkok és hazugságok (Secrets & Lies) (1996)
- Várva várt nagy kaland (An Awfully Big Adventure) (1995)
- A nagy Kadinsky (The Great Kadinsky) (1995)
- The Air Up There (1994)
- Meztelenül (Naked) (1993)
- Az élet oly édes (Life Is Sweet) (1991)
- A bőr tükre (The Reflecting Skin) (1991)
- Wonderland (1988)
- Coming Up Roses (1986)
- The Girl in the Picture (1985)
- The Swappers (1970)